# كافا مانارا (بافيا)
كافا مانارا (بالإيطالية: Cava Manara)‏ هي بلدة تقع في مقاطعة بافيا بإقليم لومبارديا في شمال إيطاليا. تبلغ مساحة هذه المدينة 17.4 (كم²)، وترتفع عن سطح البحر 79 م، بلغ عدد سكانها 6592 نسمة في عام 2010 حسب إحصاء المعهد الوطني للإحصاء.

## السكان
في سنة 1861 بلغ عدد السكان 2٬271 نسمة، وتطور العدد ليصل في سنة 2011 لـ 6٬586 نسمة.
يظهر هذا المخطط البياني تطور النمو السكاني لـ كافا مانارا (بافيا)

## أعلام
- أغوستينو دبريتيس